# 3e arrondissement de Lyon
Pour les articles homonymes, voir 3e arrondissement.
Le 3e arrondissement de Lyon est l'un des neuf arrondissements de la ville française de Lyon. Situé en rive gauche du Rhône et centré autour du quartier de la Part-Dieu, il est le plus peuplé des arrondissements lyonnais avec 102 238 habitants en 2018.

## Généralités

### Démographie
En 2022, l'arrondissement comptait 101 523 habitants.
| 1968   | 1975   | 1982   | 1990   | 1999   | 2006   | 2011   | 2016    | 2021    |
| ------ | ------ | ------ | ------ | ------ | ------ | ------ | ------- | ------- |
| 88 800 | 74 402 | 65 105 | 70 278 | 82 568 | 88 755 | 97 662 | 101 992 | 101 302 |

| 2022    | - | - | - | - | - | - | - | - |
| ------- | - | - | - | - | - | - | - | - |
| 101 523 | - | - | - | - | - | - | - | - |

C'est l'arrondissement le plus peuplé de Lyon et le deuxième le plus densément peuplé après le 1er arrondissement de Lyon avec 15 987,9 habitants/km2 en 2022.

### Historique
Jusqu'en 1852, le territoire du 3e arrondissement fait partie de la commune de La Guillotière, rattachée administrativement au département de l'Isère. Le 3e arrondissement est créé par le décret du 24 mars 1852 (date de création des cinq premiers arrondissements), à la suite du rattachement de la commune de La Guillotière à la commune de Lyon (et donc au département du Rhône),. Le 3e arrondissement comprend alors l'ensemble des territoires de la ville de Lyon situés en rive gauche du Rhône (actuels 3e, 6e, 7e et 8e arrondissements). À cette époque, le territoire est encore peu urbanisé et les cultures occupent les 4/5 de l'espace. La Loi du 17 juillet 1867 a partagé cet arrondissement en deux en créant le 6e arrondissement. Le 3e arrondissement a finalement trouvé ses limites actuelles après la création du 7e arrondissement par la loi du 8 mars 1912.

## Géographie et équipements
Le troisième arrondissement couvre une superficie de 6,4 km2. La présence du pôle commercial et tertiaire de la Part-Dieu en font un centre économique majeur de l'agglomération. Il concentre environ 1/3 des emplois de la ville de Lyon,.

### Localisation

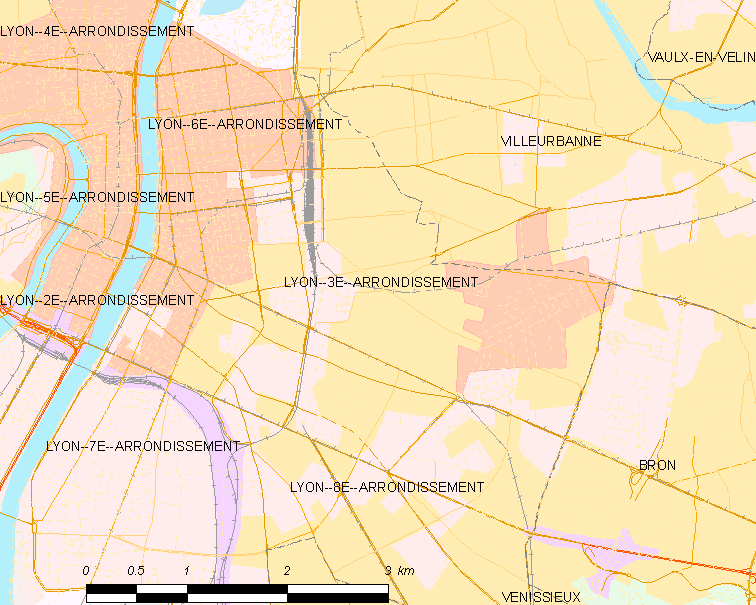
Environnement de l'arrondissement
Détails du 3e arr.
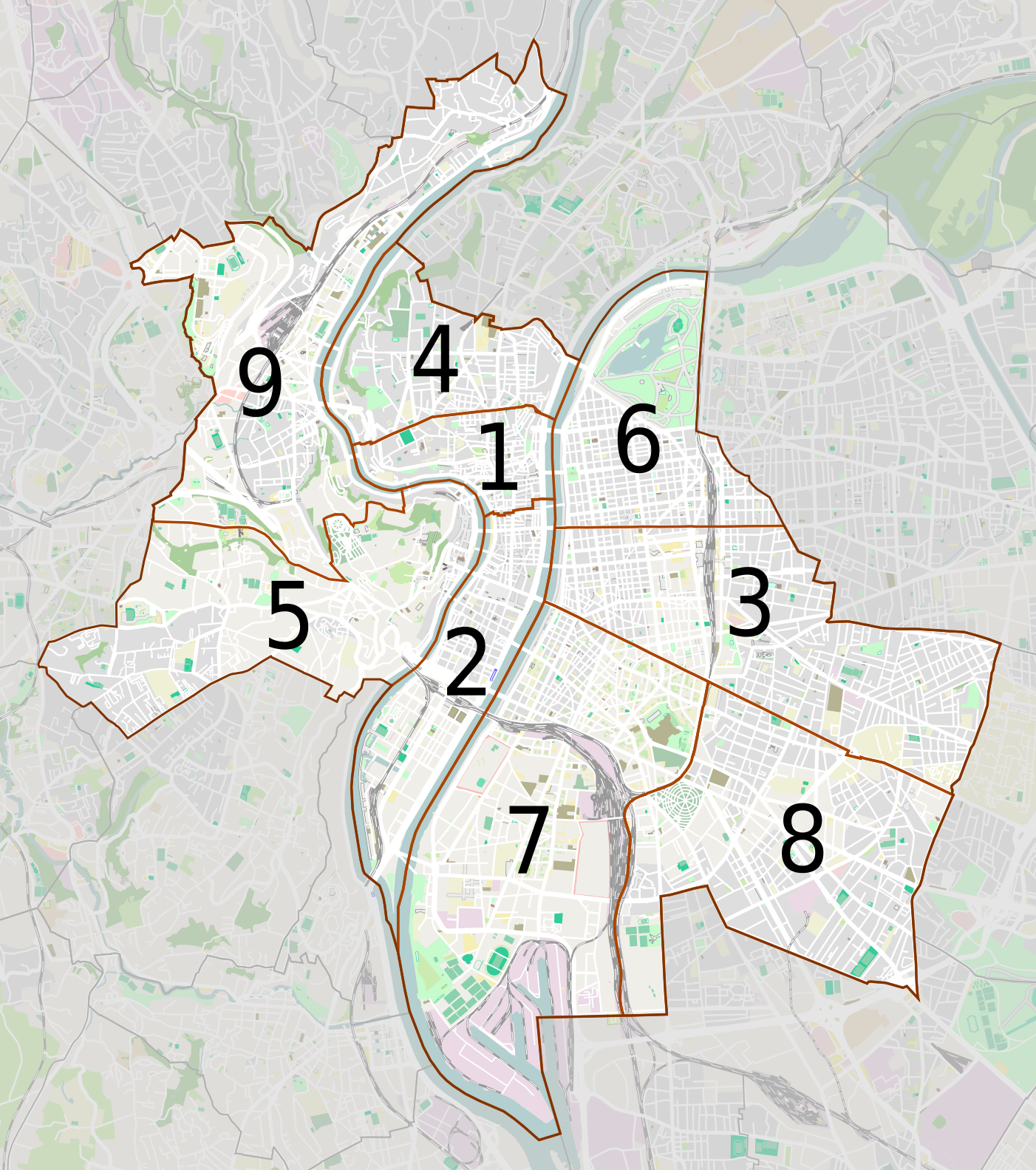
Situation dans Lyon

### Quartiers
Les quartiers du 3e arrondissement sont :
- La Préfecture ;

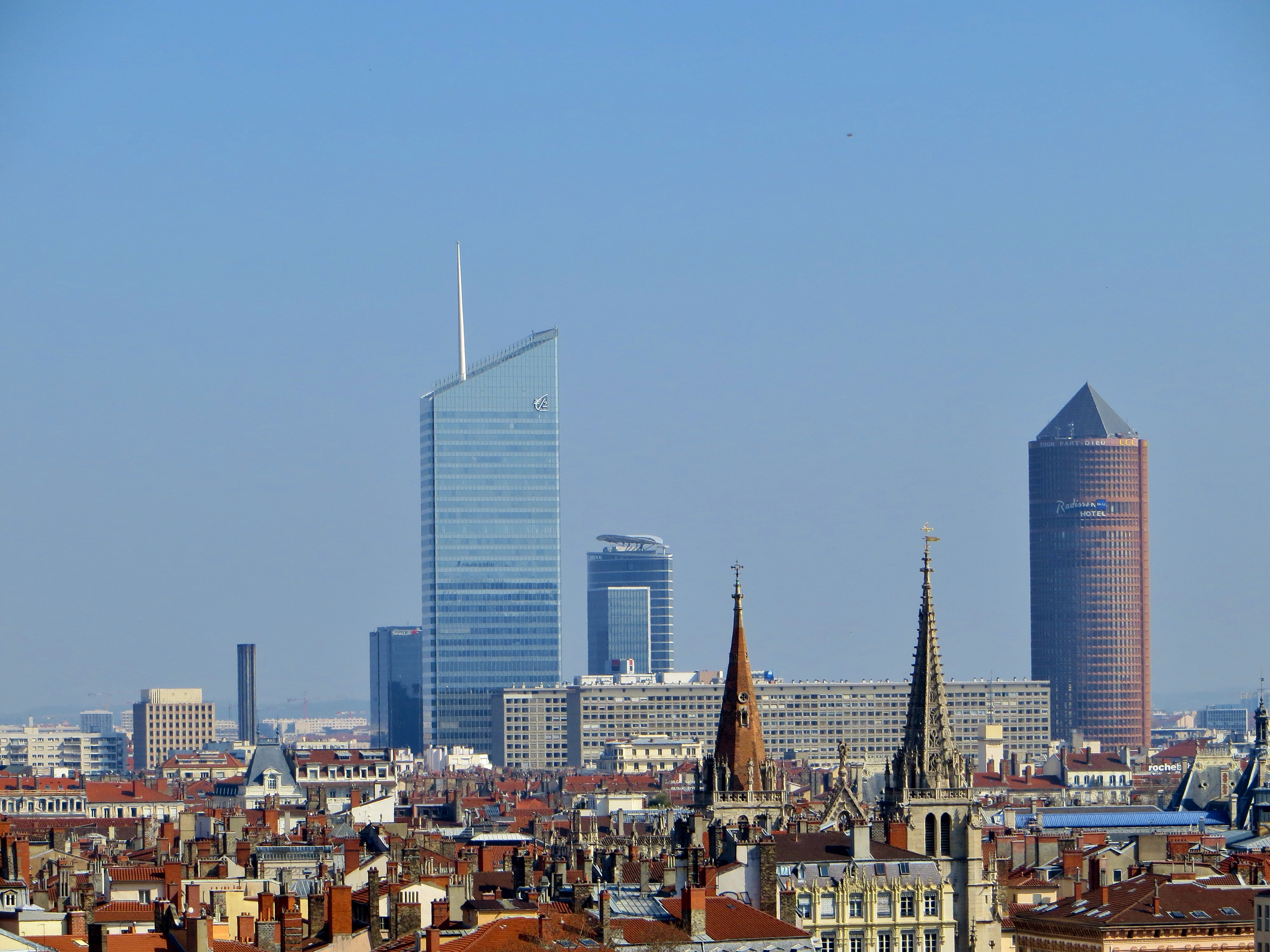
Le quartier d'affaires de la Part-Dieu et ses gratte-ciels en 2016 : de gauche à droite, la Tour Swiss Life, la Tour Incity, la Tour Oxygène et la Tour Part-Dieu.

- la partie nord de la Guillotière (secteurs Mutualité, Voltaire, Bir-Hakeim, La Buire…) ;
- Moncey ;
- La Part-Dieu ;
- La Villette ;
- Dauphiné–Sans-Souci ;
- La partie nord de Monplaisir ;
- Montchat ;
- Grange Blanche dans sa partie nord.

Les conseils de quartier mis en place par la mairie du 3e correspondent plus ou moins à ces divisions. En partant du Rhône, d'ouest en est, ces conseils de quartiers sont les suivants :
- Mutualité – Préfecture – Moncey (délimité à l'est par la rue de Créqui, la rue Moncey et l'avenue de Saxe) ;
- Voltaire – Part-Dieu (délimité à l'est par le boulevard Vivier-Merle, l'Avenue Félix-Faure et la rue Mouton-Duvernet) :
- Villette – Paul-Bert (délimité à l'est par la commune de Villeurbanne, et au sud par l'avenue Félix-Faure),
- Sans-Souci – Dauphiné (délimité au nord par l'avenue Félix-Faure et la commune de Villeurbanne, et à l'est par la rue Feuillat) ;
- Montchat (tout le reste de l'arrondissement à l'est de la rue Feuillat).

### Monuments
- La tour Part-Dieu, alias « Le Crayon »
- La tour Oxygène
- La tour Incity
- Le Grand Temple de Lyon
- L'Hôtel de préfecture du Rhône
- L'Auditorium Maurice-Ravel
- La Bourse du travail de Lyon
- Le Fort Montluc

### Rues, places

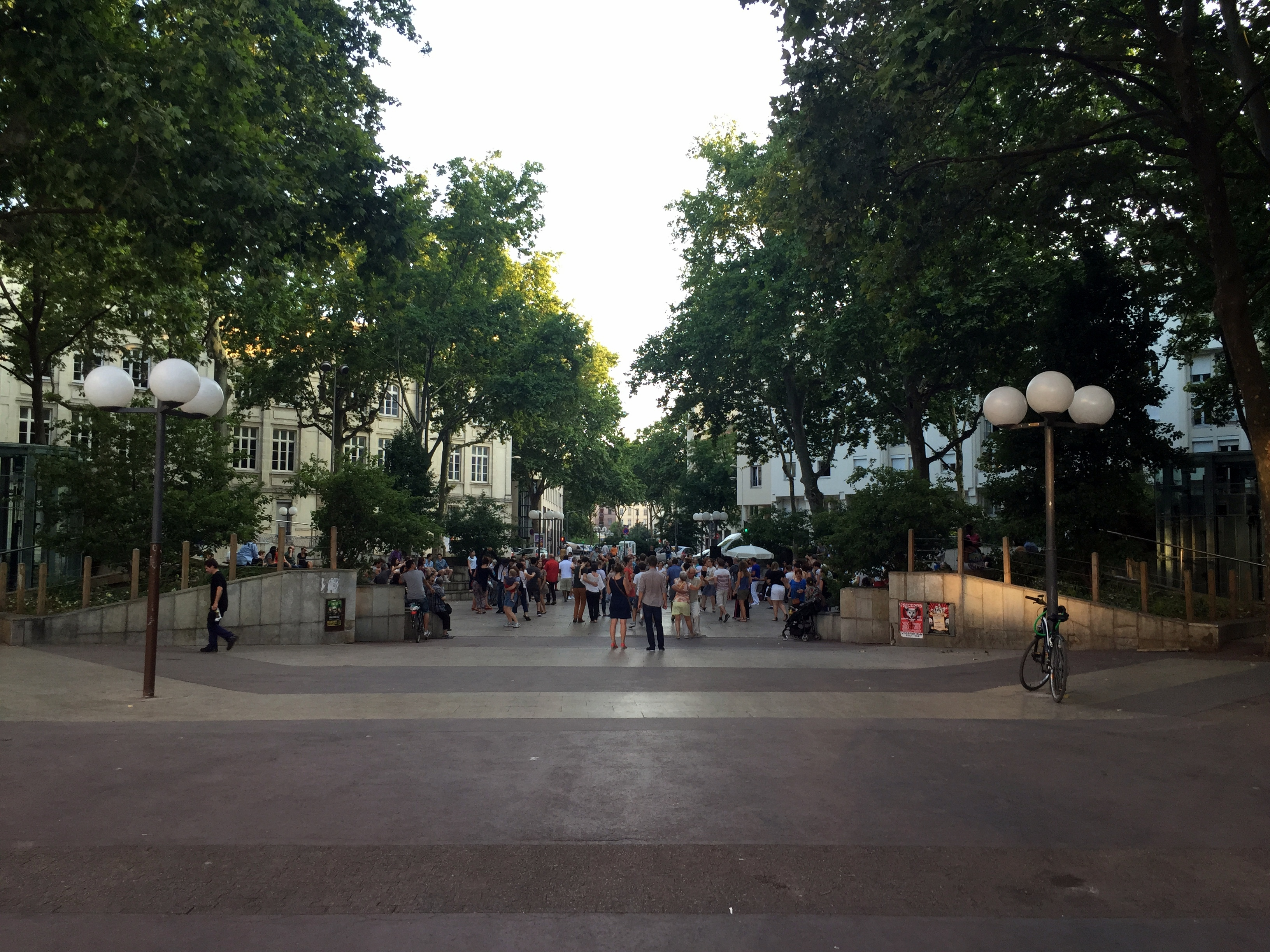
Place Guichard

- Place Bahadourian
- Avenue de Saxe
- Place Guichard
- Rue de Créqui
- Rue Duguesclin
- Rue Garibaldi
- Rue Vendôme

### Espaces verts
- Parc Bazin (Montchat)
- Parc Chambovet (Montchat)
- Parc Jacob-Kaplan (La Buire)
- Parc Mandela (La Villette/Sans-Souci)[9]
- Parc Sisley (Dauphiné)
- Parc Zenith (Lacassagne)
- Jardin de la Place Bir-Hakeim (Bir-Hakeim)
- Jardin de la Place du Château (Montchat)
- Jardin Général Delestraint (Préfecture)
- Jardin Edison (Voltaire)
- Jardin Jeanne Jugan (La Villette)
- Jardin Saint-Marie Perrin (Part-Dieu)
- Square Jussieu (Préfecture)

### Transports
- : Station Gare Part Dieu-Vivier Merle, Place Guichard-Bourse du Travail, Saxe - Gambetta
- : Station Guillotière - Gabriel Péri, Saxe - Gambetta, Garibaldi, Sans Souci, Monplaisir-Lumière, Grange Blanche

### Équipements scolaires
- Lycée Ampère-Saxe (public)
- Collège-Lycée Lacassagne (public)
- Collège-Lycée Charles de Foucauld (privé)
- Lycée Montesquieu (privé
- Collège Molière (public)
- Collège Gilbert Dru (public)
- Collège Professeur Dargent (public)
- Collège Raoul Dufy (public)
- Collège Pierre Termier (privé)
- La Capsule Academy (privé, formation au développement informatique web et mobile)

### Équipements sportifs
- Stade Marc-Vivien Foé
- Stade Juninho anciennement Eugénie
- Gymnase Charial
- Gymnase Francisque Anselme
- Gymnase Mazenod
- Gymnase Rebatel
- Patinoire Baraban
- Piscine Charial (hiver)
- Piscine Garibaldi (hiver)

### Équipements culturels
- Auditorium Maurice-Ravel
- Bourse du Travail
- Bibliothèque municipale de la Part-Dieu
- Archives départementales du Rhône (section moderne : archives postérieures à 1800)[10]
- Théâtre Tête d'or
- Bibliothèque du 3e
- Musée des moulages

## Politique et administration

### Liste des maires
| Période      | Période      | Identité                           | Étiquette | Étiquette      | Qualité |
| ------------ | ------------ | ---------------------------------- | --------- | -------------- | --- |
| mars 1983    | mars 1989    | Jean Flacher (1945- )              |           | UDF-PR         | Directeur d'entreprise Conseiller général de Lyon-XIII (1982 → 2008) Vice-président du conseil général                                                              |
| mars 1989    | juin 1995    | André Bourgogne (1926-2014)        |           | RPR            | Ancien industriel, résistant Conseiller général de Lyon-VI (1992 → 2004) Vice-président de la COURLY (1989 → 1995)                                                  |
| juin 1995    | mars 2001    | Jean Flacher (1945- )              |           | UDF-PR puis DL | Directeur d'entreprise Conseiller général de Lyon-XIII (1982 → 2008) Vice-président du conseil général                                                              |
| mars 2001    | octobre 2002 | Christian Philip (1948- )          |           | UDF            | Professeur de droit, 1er adjoint (1995 → 2001) Conseiller général de Lyon-VIII (1998 → 2002) Démissionnaire                                                         |
| octobre 2002 | mars 2008    | Patrick Huguet (1957- )            |           | UMP            | Infirmier au SAMU 69, suppléant de la députée Anne-Marie Comparini (2002-2007)                                                                                      |
| mars 2008    | mars 2018    | Thierry Philip (1949- )            |           | PS             | Médecin cancérologue, professeur d'oncologie médicale Conseiller régional de Rhône-Alpes (2004 → 2011) Conseiller général de Lyon-VIII (2011 → 2014) Démissionnaire |
| mars 2018    | juillet 2020 | Catherine Panassier (1963- )       |           | MoDem          | Consultante Présidente de Grand Lyon Habitat |
| juillet 2020 | 11 juin 2024 | Véronique Dubois-Bertrand (1966- ) |           | EELV           | Administratrice de structures culturelles Conseillère métropolitaine de Lyon (2020 → 2024) Démissionnaire                                                           |
| 11 juin 2024 | En cours     | Marion Sessiecq                    |           | EELV           | Ancienne première adjointe à la maire chargée de la démocratie participative, aux conseils de quartier et à la politique de la ville.                               |

### Tendances politiques et résultats
Élection municipale de 2020
|                                                                                  |                                      |                                      |                                      |                  |                                 |                                 |                                      |             |             |        |        |
| Tête de liste                                                                    | Tête de liste                        | Liste                                | Premier tour                         | Premier tour     | Tête de liste                   | Tête de liste                   | Liste                                | Second tour | Second tour | Sièges | Sièges |
| Tête de liste                                                                    | Tête de liste                        | Liste                                | Voix                                 | %                | Tête de liste                   | Tête de liste                   | Liste                                | Voix        | %           | CA     | CM     |
|                                                                                  | Grégory Doucet                       | EÉLV                                 | 6 528                                | 30,86            |                                 | Grégory Doucet                  | EÉLV LFI-GRS-E!-MRC PS-PCF-G.s-PP-ND | 10 442      | 49,94       | 27     | 9      |
| Maintenant Lyon pour tous Les écologistes avec Grégory Doucet                    |                                      |                                      | 6 528                                | 30,86            |                                 | Grégory Doucet                  | EÉLV LFI-GRS-E!-MRC PS-PCF-G.s-PP-ND | 10 442      | 49,94       | 27     | 9      |
|                                                                                  | Nicolas Planchon                     | LFI-GRS-E!-MRC                       | 1 677                                | 7,92             |                                 | Grégory Doucet                  | EÉLV LFI-GRS-E!-MRC PS-PCF-G.s-PP-ND | 10 442      | 49,94       | 27     | 9      |
| Lyon en commun                                                                   | Lyon en commun                       | Ensemble, l'écologie pour Lyon       | Ensemble, l'écologie pour Lyon       | 7,92             |                                 |                                 |                                      | 10 442      | 49,94       | 27     | 9      |
|                                                                                  | Stéphanie Léger                      | Ensemble, l'écologie pour Lyon       | Ensemble, l'écologie pour Lyon       | PS-PCF-G.s-PP-ND | 1 565                           | 7,39                            |                                      | 10 442      | 49,94       | 27     | 9      |
| Vivons vraiment Lyon – La gauche unie                                            |                                      | Ensemble, l'écologie pour Lyon       | Ensemble, l'écologie pour Lyon       |                  | 1 565                           | 7,39                            |                                      | 10 442      | 49,94       | 27     | 9      |
|                                                                                  | Béatrice de Montille                 | LR                                   | 3 753                                | 17,74            |                                 | Béatrice de Montille            | LR LREM-MoDem                        | 6 232       | 29,81       | 6      | 2      |
| Bleu blanc Lyon Étienne Blanc, union de la droite, des Républicains et du centre |                                      |                                      | 3 753                                | 17,74            |                                 | Béatrice de Montille            | LR LREM-MoDem                        | 6 232       | 29,81       | 6      | 2      |
|                                                                                  | Carole Burillon                      | LREM-MoDem                           | 3 227                                | 15,25            | Lyon, la force du rassemblement | Lyon, la force du rassemblement |                                      | 6 232       | 29,81       | 6      | 2      |
| Un temps d'avance avec Yann Cucherat                                             |                                      |                                      | 3 227                                | 15,25            | Lyon, la force du rassemblement | Lyon, la force du rassemblement |                                      | 6 232       | 29,81       | 6      | 2      |
|                                                                                  | Georges Képénékian                   | LREM diss.                           | 2 577                                | 12,18            |                                 | Georges Képénékian              | LREM diss.                           | 4 231       | 20,23       | 3      | 1      |
| Respirations avec Georges Képénékian                                             | Respirations avec Georges Képénékian | Respirations avec Georges Képénékian | Respirations avec Georges Képénékian | 12,18            |                                 |                                 |                                      | 4 231       | 20,23       | 3      | 1      |
|                                                                                  | Michel Dulac                         | RN-PCD                               | 1 100                                | 5,20             |                                 |                                 |                                      |             |             |        |        |
| Pour l'amour de Lyon                                                             |                                      |                                      | 1 100                                | 5,20             |                                 |                                 |                                      |             |             |        |        |
|                                                                                  | Françoise Deydier                    | LC-100 % citoyens                    | 726                                  | 3,43             |                                 |                                 |                                      |             |             |        |        |
| Positivons Lyon avec Les Centristes et 100 % citoyens                            |                                      |                                      | 726                                  | 3,43             |                                 |                                 |                                      |             |             |        |        |
|                                                                                  |                                      |                                      |                                      |                  |                                 |                                 |                                      |             |             |        |        |
| Votes valides                                                                    | Votes valides                        | Votes valides                        | 21 153                               | 97,60            | Votes valides                   | Votes valides                   | Votes valides                        | 20 905      | 98,07       |        |        |
| Votes blancs                                                                     | Votes blancs                         | Votes blancs                         | 133                                  | 0,61             | Votes blancs                    | Votes blancs                    | Votes blancs                         | 172         | 0,81        |        |        |
| Votes nuls                                                                       | Votes nuls                           | Votes nuls                           | 387                                  | 1,79             | Votes nuls                      | Votes nuls                      | Votes nuls                           | 239         | 1,12        |        |        |
| Total                                                                            | Total                                | Total                                | 21 673                               | 100              | Total                           | Total                           | Total                                | 21 316      | 100         | 36     | 12     |
| Abstention                                                                       | Abstention                           | Abstention                           | 32 588                               | 60,06            | Abstention                      | Abstention                      | Abstention                           | 33 021      | 60,77       |        |        |
| Inscrits / participation                                                         | Inscrits / participation             | Inscrits / participation             | 54 261                               | 39,94            | Inscrits / participation        | Inscrits / participation        | Inscrits / participation             | 54 337      | 39,23       |        |        |

## Économie

### Revenus de la population et fiscalité

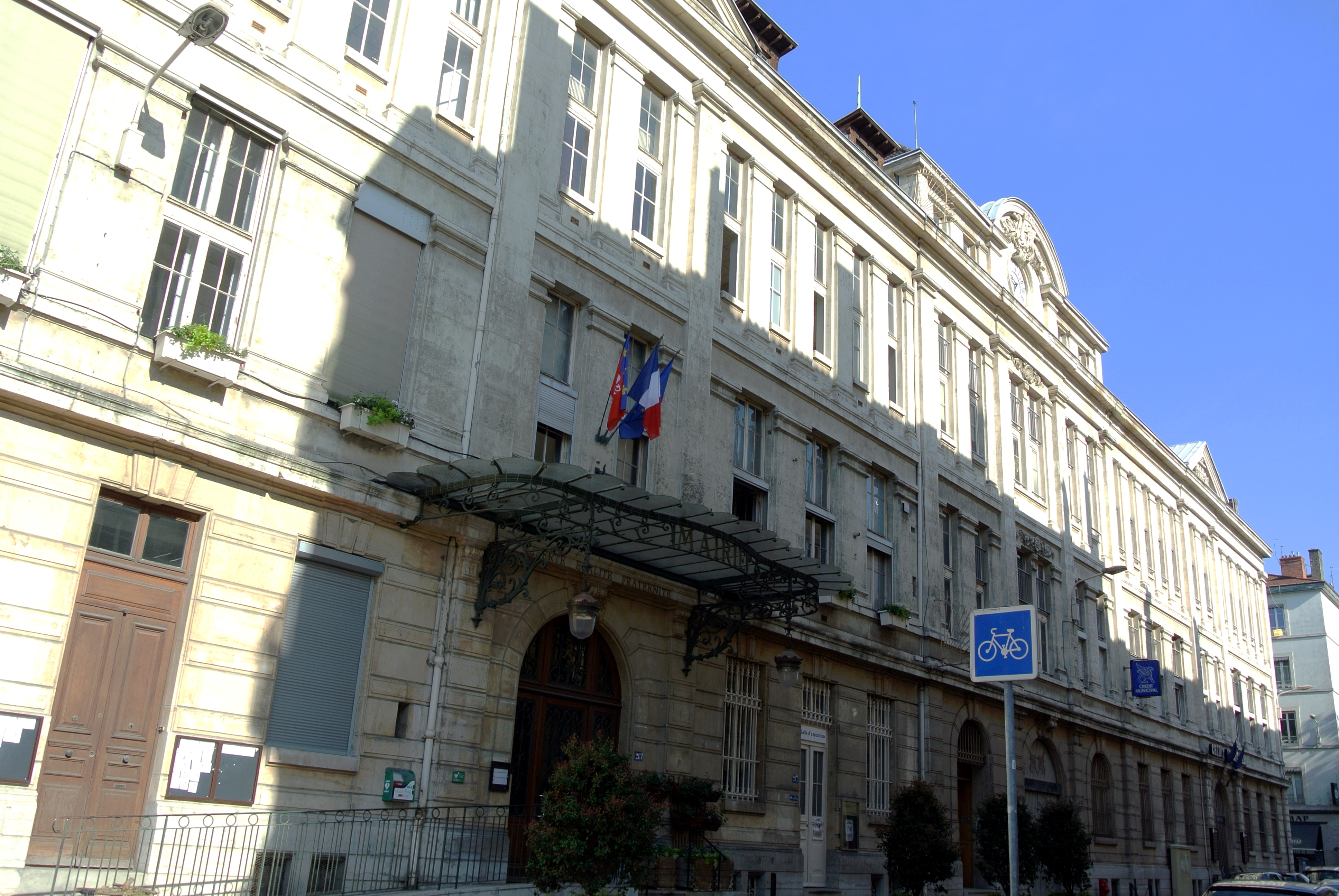
Aile ouest de la mairie du 3e arrondissement.

En 2021, le revenu fiscal médian par ménage était de 27 780 €, ce qui place le 3e arrondissement au quatrième rang parmi les neuf arrondissements de Lyon.

## Dans la fiction
- L'action du roman Les Six Compagnons et la Princesse noire (1971) se déroule en partie dans le 3e arrondissement.